# Expansió lliure
Un procés d'expansió lliure és un procés irreversible en el qual el gas s'expandeix en una cambra aïllada.
Els gasos reals experimenten un canvi de temperatura durant una expansió lliure. En canvi, per un gas ideal la temperatura no canvia, i les condicions abans i després de l'expansió lliure adiabàtica satisfan el següent:
pi Vi = pf Vf
On p és la pressió, V és el volum i f i i es refereixen als estats final i inicial, respectivament.
Durant l'expansió lliure el gas no fa treball. El gas passa pels estats de no equilibri termodinàmic abans d'arribar al seu estat final, la qual cosa implica que no es poden definir paràmetres termodinàmics. Per exemple, la pressió canvia localment de punt a punt, i el volum ocupat pel gas (el qual està format per partícules) no és una quantitat ben definida.